# جيسون دي فوس
جيسون ريتشارد دي فوس (بالإنجليزية: Jason Richard de Vos) (مواليد 2 يناير 1974 في لندن) لاعب كرة قدم كندي دولي معتزل كان يجيد اللعب في خط الدفاع .

## روابط خارجية
- جيسون دي فوس على موقع الاتحاد الدولي (مؤرشف)  (الإنجليزية)
- جيسون دي فوس على موقع قاعدة بيانات كرة القدم.إي يو (الإنجليزية)
- جيسون دي فوس على موقع ناشيونال فوتبول تيمز (الإنجليزية)
- جيسون دي فوس على موقع Soccerbase.com (لاعب) (الإنجليزية)